# Зевелёв, Исаак Ефимович

Зевелёв Исаак Ефимович (11 января 1895, город Горки Могилёвской губернии — 14 июля 1963, Москва) — советский хозяйственный деятель.

## Биография
В 1912-1917 гг. работал рабочим-монтером на разных заводах во Франции в Париже и Бийанкуре («Фарман», «Сальмсон», «Лянглуа»), с 1917 года — в Москве на авиационном заводе «Дукс».
Красногвардейцем участвовал в событиях ВОСР, член ВКП(б) с 01 сентября 1919 года, участник подавления Стрекопытовского мятежа. С 1919 года по 1932 год — руководитель среднего звена в организациях потребительской кооперации БССР и Уралоблсоюзе (город Свердловск).
С 1932 года — управляющий Московского Спиртотреста Наркомпищепрома СССР (Мосвинспирт). В 1935-1936 гг. участвует в качестве руководителя делегации в длительной командировке во Францию, США и Голландию, где достигаются договоренности о покупке технологий и оборудования производства абсолютного спирта и высококачественных алкогольных напитков. По результатам поездки награжден Орденом Ленина. На основе привезенных из заграничной командировки чертежей и схем советская спиртовая промышленность осваивает во второй половине 1930-х годов производство ароматных спиртов, ликеров и виски. Внедрение новых технологий потребовало реконструкции 120 ликеро-водочных заводов.
С 21 июля 1937 года — начальник Главспирта Наркомпищепрома СССР (сменил на посту Гилинского А.Л.). С 19 ноября 1941 приказом Народного Комиссара Пищевой промышленности СССР Зотова В.П. назначен руководителем объединенного Главспирта, включившего Главликерводку. В 1938-1939 гг. предприятиями Главспирта было освоено производство гидролизного спирта из древесины, в 1941 году — производство ацетона.  Во время ВОВ под руководством Зевелёва И.Е. спиртовая промышленность освоила массовое производство горючей смеси в бутылках, бесперебойно снабжала фронт водкой. С 1938 г. по 1943 г. состоял членом Коллегии Наркомпищепрома СССР.

## Репрессии
31 марта 1943 года снят с работы, арестован. Осужден Особым совещанием при НКВД СССР 18 марта 1944 года на 10 лет с конфискацией имущества «…за участие в контрреволюционной организации, антисоветскую агитацию и вредительскую деятельность». Полностью отбыл срок заключения (часть – в Песчанлаге), после освобождения работал в г. Темир-Тау. 

## Реабилитация
При содействии А. Микояна вернулся в 1954 году в Москву. 06 марта 1954 года приговор 1944 года отменен. Решением комитета партийного контроля ЦК КПСС в июле 1954 года восстановлен в партии со стажем с 1919 года, ордена возвращены. До 1958 года работал на различных должностях Минторга СССР. Персональный пенсионер союзного значения. Похоронен на Донском кладбище.

## Награды и звания
- Орден Ленина: (01.08.1936[1])
- Орден Трудового Красного Знамени (16.11.1942[2])